# Sleva na dani
Pokud hovoříme o slevě na dani, pak poplatník daně z příjmů fyzických osob má nárok rovnou na několik slev na dani, pokud ovšem splňuje určitá kritéria stanovena zákonem o daních z příjmů.

## Sleva na studenta
Jednou z těchto slev na dani je tzv. sleva na studenta. Tato sleva může být uplatněna ve výši až 4 020 Kč (aktuální v roce 2021) za každý rok studia u poplatníka daně do věku 26 let, do doby ukončení studia. V případě doktorského studia se výše věku prodlužuje do věku 28 let, kdy má poplatník daně nárok tuto slevu uplatnit.

### Jak uplatnit slevu na studenta?
V případě, kdyby bylo o slevu požádáno až po ukončení studia, tedy v době po nástupu do zaměstnání, ne však déle než do 15. února příslušného kalendářního roku, má poplatník daně nárok na větší část této slevy i zpětně, a to ročním zúčtováním daně nebo požadovat a slevu uplatnit v daňovém přiznání. Student, který nastoupil do zaměstnání a chtěl by uplatnit nárok na slevu na dani, musí požádat svého zaměstnavatele o provedení ročního zúčtování daně za předchozí kalendářní rok. K této žádosti je potřeba připojit i potvrzení o ukončení studia.

## Sleva na manžela nebo manželku
Další z podobných slev na dani je možné využít v případě tzv. slevy na manžela nebo manželku. Opět se jedná o slevu na dani pro poplatníky daně z příjmů fyzických osob jako ve výše uvedeném případě a opět o ni hovoří zákon o daních z příjmů.
Slevu je možné uplatnit na svého manžela či manželku a to ročně ve výši až 24 840 Kč (aktuální v roce 2021). Pokud by se jednalo o manžela či manželku, který vlastní průkaz ZTP/P, je v tomto případě sleva dvojnásobná (49 680 Kč ročně). Ani v jednom z těchto případů nesmí mít osoba, na kterou je uplatňována sleva, zdanitelný příjem vyšší než 68 000 Kč za kalendářní rok. Do tohoto zdanitelného příjmu se však nezahrnují určité položky jako např. dávky státní sociální podpory, sociální služby, příspěvek na péči či dávky zdravotně postiženým atp.

### Jak uplatnit slevu na manžela či manželku?
V případě zaměstnání je nutné požádat zaměstnavatele o roční zúčtování daně a to do 15. února příslušného kalendářního roku. Je důležité ověřit si, že příjem manžela či manželky skutečně nepřesáhl roční příjem 68 000 Kč a tuto skutečnost, např. ve formě čestného prohlášení, předat zaměstnavateli.
V případě podnikání, tedy pokud byste podávali daňové přiznání, zavede se tato skutečnost přímo v daňovém přiznání konkrétně na řádku 65a + počet měsíců, po které chcete slevu uplatnit s příslušnou částkou slevy.

## Daňové zvýhodnění na dítě
Další slevou na dani je tzv. sleva na dítě, odborně daňové zvýhodnění na dítě. Tuto slevu je možné uplatnit na vyživované dítě a opět tato sleva platí pouze v případě poplatníka daně z příjmů fyzických osob. Zároveň je podmínkou pro uplatnění slevy na dítě, aby toto dítě žilo ve společné domácnosti a nebylo starší než 26 let. Na jedno vyživované dítě je možné uplatnit slevu ve výši 15 204 Kč (aktuální v roce 2021) za rok. Důležité je tuto slevu uplatnit až po uplatnění všech ostatních slev na dani. Pokud by ovšem dítě žilo ve společné domácnosti, nárok na uplatnění této slevy má pouze jeden z poplatníků v této domácnosti. Pokud při výpočtu daně uplatňujete paušální výdaje, nemáte na tuto slevu nárok.